# NMBS-Holding
De NMBS-Holding was van 2005 tot 2014 de koepelorganisatie van de Belgische spoorwegen. 
Om aan de Europese Unie-regelgeving tegemoet te komen voor een vrije toegang voor alle vervoerders op het Europese spoorwegnet, werd de NMBS op 1 januari 2005 opgesplitst in drie delen: een spoorwegbeheerder (Infrabel), een spoorwegonderneming (NMBS) en een overkoepelende holding (NMBS Holding). Zij vormden met hun drieën de NMBS-Groep.
De NMBS-Holding was belast met het beheer van de stations, het patrimonium en de onroerende goederen. Het bedrijf moest eveneens diensten leveren voor de coördinatie en de ondersteuning van de volledige groep. De holding was ook verantwoordelijk voor de veiligheid van de reizigers, het personeel en derden, en voor de beveiliging en het toezicht op de gebouwen, de installaties en de uitrustingen. 
De NMBS-Holding was voor meer dan 99% in handen van de Belgische Staat. Er waren nog enkele particuliere en kleine aandeelhouders. De NMBS-Holding was voor iets minder dan 93% aandeelhouder van Infrabel.
Met de wet van 30 augustus 2013 werden de spoorwegmaatschappijen hervormd. Op 1 januari 2014 werd hierdoor de NMBS-Holding gefuseerd met de NMBS onder de naam van deze laatste. Bepaalde delen van de Holding zijn hierbij ook naar Infrabel gegaan. Zowel de NMBS als Infrabel werden hiermee autonome overheidsbedrijven in handen van de Belgische staat. Een derde bedrijf, HR-Rail N.V. van publiek recht, werd opgericht als dochteronderneming van deze 2 bedrijven. De Belgische Staat bezit 2% van de aandelen en 60% van het stemrecht in HR-Rail. HR-Rail is de werkgever van al het personeel bij NMBS en Infrabel.